# Bitka kod Hidaspa

Bitka kod Hidaspe bila je konačna prekretnica u osvajanjima Aleksandra Velikog. Na području današnjeg Pakistana, pokraj rijeke Hidaspe sukobila se makedonska vojska s vojskom Porusa, vladara tamošnje države. Unatoč ostvarenoj pobjedi, Aleksandrova vojska je odbila nastaviti pohod u Indiju.